# Kristian Ghedina
Kristian Ghedina (Pieve di Cadore, 20 novembre 1969) è un allenatore di sci alpino, ex sciatore alpino e pilota automobilistico italiano, uno dei migliori specialisti delle prove veloci (discesa libera, supergigante) degli anni 1990, vincitore di tre medaglie iridate e di 13 gare in Coppa del Mondo.

## Biografia
Originario di Cortina d'Ampezzo, Ghedina è figlio di Adriana Dipol, la prima donna maestra di sci di Cortina d'Ampezzo morta nel 1985 in un incidente sciistico, ed è fratello di Katia, a sua volta sciatrice alpina. 

### Carriera sciistica

#### Stagioni 1987-1991
Ghedina esordì in campo internazionale ai Mondiali juniores di Sälen 1987. In Coppa del Mondo ottenne il primo podio, nonché primo risultato di rilievo, il 16 dicembre 1989, giungendo terzo nella discesa libera disputata sulla Saslong della Val Gardena alle spalle di Pirmin Zurbriggen e Franz Heinzer. Nella stessa stagione, appena ventenne, s'impose all'attenzione internazionale conquistando - sempre in discesa libera - prima un altro podio (2º l'11 gennaio 1990 a Schladming), poi (nonostante un infortunio subito sulla Streif di Kitzbühel) le prime vittorie: il 3 febbraio a Cortina d'Ampezzo e il 15 marzo a Åre. A Saalbach-Hinterglemm 1991, sua prima presenza iridata, conquistò la medaglia d'argento nella combinata e si piazzò 9º nel supergigante.
Dopo pochi mesi però, la carriera di Ghedina rischiò di terminare in seguito a un gravissimo incidente stradale occorsogli sull'autostrada Torino-Milano: rimase in coma per nove giorni presso l'ospedale di Rho. Nell'incidente, oltre a varie fratture e lesioni, riportò gravi danni cerebrali, e fu costretto a una difficile riabilitazione motoria; ben pochi, a quel punto, nutrivano speranze di un suo possibile ritorno ad alti livelli. Partecipò ai XVI Giochi olimpici invernali di Albertville 1992 con discreti risultati (11º nella discesa libera, 6º nella combinata), ma negli anni successivi non riuscì più a essere competitivo: rimase sempre nelle retrovie e non conquistò alcun podio. Ai Mondiali di Morioka 1993 fu 13º nella discesa libera, mentre ai XVII Giochi olimpici invernali di Lillehammer 1994 si classificò 20º nella discesa libera e 16º nella combinata.

#### Stagioni 1995-2000
La svolta si ebbe nella stagione 1994-1995 quando Ghedina tornò ai vertici delle classifiche. Salì cinque volte sul podio, vinse due gare e rimase in lotta sino all'ultima gara per la conquista della Coppa del Mondo di discesa libera, vinta poi dal francese Luc Alphand. Nel 1996 ai Mondiali di Sierra Nevada vinse l'argento in discesa libera, dietro all'austriaco Patrick Ortlieb, e fu 14º nel supergigante; l'anno seguente andò ancora a medaglia, conquistando il bronzo - sempre in discesa libera - ai Mondiali di Sestriere, dove fu anche 7º nel supergigante. Ai XVIII Giochi olimpici invernali di Nagano 1998 arrivò 6º nella discesa libera, 16º nel supergigante e non concluse la combinata, mentre ai Mondiali di Vail/Beaver Creek 1999 fu 9º nella discesa libera, 10º nel supergigante e 12º nella combinata.
In Coppa del Mondo dal 1997 al 2000 riuscì a vincere gare ogni anno, rimanendo stabilmente ai vertici della discesa mondiale insieme a grandi interpreti della disciplina come Alphand e i protagonisti del "Wunderteam" austriaco. In quelle stagioni stabilì il record sulla pista da discesa più lunga della Coppa, la Lauberhorn di Wengen in Svizzera (2'24”23 nel 1997) e, il 24 gennaio 1998, ottenne uno dei successi più prestigiosi vincendo a Kitzbühel sulla Streif, primo italiano a essere riuscito nell'impresa. Nel 2000 arrivò anche la prima ed unica vittoria in supergigante: a Kvitfjell, in Norvegia, Ghedina s'impose davanti a Hermann Maier, interrompendo così il dominio della squadra austriaca, imbattuta in questa disciplina da due anni. A fine stagione risultò ancora, come nel 1997, 4º nella classifica generale di Coppa del Mondo e 2º in quella di discesa libera.

#### Stagioni 2001-2005
L'ultima vittoria è datata 14 dicembre 2001 quando, sulla Saslong della Val Gardena in Italia, Ghedina superò il norvegese Lasse Kjus e l'italiano Kurt Sulzenbacher. Su questo tracciato riuscì a imporsi per quattro volte, record che detiene assieme ai grandi discesisti austriaci Franz Klammer e a Michael Walchhofer, e fu protagonista di un insolito imprevisto: nella discesa del 18 dicembre 2004, mentre giungeva in prossimità del traguardo, si vide spuntare improvvisamente davanti un capriolo, che per fortuna lo sciatore riuscì a non investire. Anche sulla Streif fu protagonista di un "fuoriprogramma" che contribuì alla sua popolarità quando, il 24 gennaio 2004, effettuò una spericolata spaccata sull'ultimo salto del rettilineo d'arrivo, a 137,6 km/h; pur non avendo vinto la gara, il pubblico austriaco gli tributò una ola.
(Markus Wasmeier)
Ai Mondiali di Sankt Anton 2001 fu 23º nel supergigante, mentre l'anno dopo ai XIX Giochi olimpici invernali di Salt Lake City 2002 si classificò 35º nella discesa libera. Sankt Moritz 2003 e Bormio 2005 furono invece le sue ultime apparizioni iridate: nel primo caso si piazzò 11º nella discesa libera, mentre nel secondo fu 15º nella discesa libera e 46º nel supergigante.

#### Stagioni 2006-2010
Nella stagione 2005-2006, la sedicesima per lui, fu l'atleta più anziano tra i partecipanti alla Coppa. Per un breve periodo detenne il record assoluto di più anziano atleta a salire sul podio di Coppa del Mondo, poi passato a Fredrik Nyberg. Nel febbraio, a Torino 2006, partecipò alla sua quinta e ultima Olimpiade classificandosi 23º nella discesa libera. Il 26 aprile seguente annunciò il ritiro dalle gare di sci per dedicarsi all'automobilismo; il suo primato italiano di vittorie in discesa libera di Coppa del Mondo sarebbe stato superato solo il 27 dicembre 2019 da Dominik Paris.
A quasi tre anni dal ritiro, tuttavia, tornò a gareggiare nello sci, partecipando ai Campionati italiani del 2009 tenutisi a Passo San Pellegrino; il 25 marzo 2009 si classificò sesto a 79 centesimi dal vincitore Stefan Thanei nella gara di discesa libera. Nell'edizione del 2010 a Falcade fu 23º, nella sua ultima gara in carriera.

#### Bilancio della carriera
Specialista delle prove veloci, contribuì a far emergere lo sci alpino italiano (tradizionalmente più competitivo nelle specialità tecniche) anche nelle gare di discesa libera e supergigante. La squadra italiana di velocità, soprannominata "Italjet", di cui egli fece parte, riuscì negli anni 1990 a esprimersi agli alti livelli delle ben più quotate selezioni austriaca e svizzera.

### Carriera automobilistica
Nel 2006 Ghedina corse il Campionato italiano superturismo, con la BMW del team sammarinese Zerocinque Motorsport, e l'F3000 International Masters (campionato di contorno al Campionato del mondo turismo organizzato dalla FIA) a bordo di una Lola B99/50 della scuderia Bigazzi. Nello stesso anno esordì anche nella Porsche Supercup, con il Morellato Stars Team. Nell'F3000 International Masters Ghedina conquistò i primi punti (2) il 4 giugno, al terzo fine settimana di gare sul circuito tedesco di Oschersleben. Partito tredicesimo, chiuse settimo, terminando poi il campionato al 23º posto con cinque punti. Il campionato si disputò per la sola stagione 2006. Nel Campionato italiano superturismo il primo punto lo conquistò il 23 luglio 2006, in gara 1 al circuito del Mugello; il primo podio due gare più tardi all'autodromo Vallelunga (terzo in gara 2 dietro a Roberto Colciago, che avrebbe poi vinto quel titolo italiano, e ad Alessandro Balzan). Chiuse il suo primo campionato al settimo posto, con 32 punti.
Nel 2009 il pilota ottenne buoni risultati nella Superstars 2009, con una serie di piazzamenti (tra cui una vittoria e ulteriori tre podi) che gli consentirono di rivaleggiare con i più quotati piloti con esperienza di Formula 1, come Gianni Morbidelli (che poi vinse il campionato) e Pierluigi Martini. Nel 2010 non riuscì a ripetere i risultati della stagione precedente per molti problemi con la vettura e a luglio 2011 si ritirò.

### Carriera da allenatore
Dalla stagione 2012-2013 ha allenato, per quanto riguarda le specialità di velocità (discesa libera, supergigante), il campione croato dello sci alpino Ivica Kostelić.

### Altre attività
Nel 2011 Ghedina partecipò al programma televisivo di Canale 5 Baila!, condotto da Barbara D'Urso. È testimonial ADMO, per il quale ha dato la propria disponibilità a donare il midollo osseo, è ambassador dei Campionati mondiali di sci alpino 2021 e nel 2014 ha fondato una scuola sci a Cortina d'Ampezzo.
È compagno di Patrizia Auer, a sua volta sciatrice alpina; la coppia ha avuto un figlio nel 2020.
Nel 2022 ha preso parte alla produzione del format tv Sfida da Bar, in onda in prima serata su SKY, canale 229, nel quale sfidava sugli sci, una moto cingolata elettrica, sulla pista Faloria a Cortina d'Ampezzo.

## Palmarès

### Sci alpino

#### Mondiali
- 3 medaglie:
  - 2 argenti (combinata a Saalbach-Hinterglemm 1991; discesa libera a Sierra Nevada 1996)
  - 1 bronzo (discesa libera a Sestriere 1997)

#### Coppa del Mondo
- Miglior piazzamento in classifica generale: 4º nel 1997 e nel 2000
- 33 podi:
  - 13 vittorie (12 in discesa libera, 1 in supergigante)
  - 11 secondi posti (9 in discesa libera, 2 in supergigante)
  - 9 terzi posti (8 in discesa libera, 1 in supergigante)

##### Coppa del Mondo - vittorie
| Data             | Località          | Paese       | Specialità |
| ---------------- | ----------------- | ----------- | ---------- |
| 3 febbraio 1990  | Cortina d'Ampezzo | Italia      | DH         |
| 15 marzo 1990    | Åre               | Svezia      | DH         |
| 20 gennaio 1995  | Wengen            | Svizzera    | DH         |
| 25 febbraio 1995 | Whistler          | Canada      | DH         |
| 21 dicembre 1996 | Val Gardena       | Italia      | DH         |
| 11 gennaio 1997  | Chamonix          | Francia     | DH         |
| 18 gennaio 1997  | Wengen            | Svizzera    | DH         |
| 4 dicembre 1997  | Beaver Creek      | Stati Uniti | DH         |
| 24 gennaio 1998  | Kitzbühel         | Austria     | DH         |
| 19 dicembre 1998 | Val Gardena       | Italia      | DH         |
| 17 dicembre 1999 | Val Gardena       | Italia      | DH         |
| 5 marzo 2000     | Kvitfjell         | Norvegia    | SG         |
| 14 dicembre 2001 | Val Gardena       | Italia      | DH         |

Legenda:

DH = discesa libera

SG = supergigante

#### Coppa Europa
- Vincitore della classifica di discesa libera nel 1989

#### South American Cup
- Miglior piazzamento in classifica generale: 13º nel 2005
- 4 podi:
  - 1 vittoria
  - 1 secondo posto
  - 2 terzi posti

##### South American Cup - vittorie
| Data             | Località | Paese | Specialità |
| ---------------- | -------- | ----- | ---------- |
| 3 settembre 2004 | La Parva | Cile  | SG         |

Legenda:

SG = supergigante

#### Campionati italiani
- 25 medaglie[21]:
  - 12 ori (discesa libera, supergigante nel 1990; discesa libera nel 1993; discesa libera nel 1994; discesa libera, combinata nel 1995; combinata nel 1997; discesa libera, combinata nel 1998; discesa libera, supergigante nel 2000; supergigante nel 2002)
  - 4 argenti (slalom gigante nel 1995; discesa libera nel 1997; combinata nel 1999; discesa libera nel 2005)
  - 9 bronzi (slalom gigante nel 1990; supergigante nel 1991; discesa libera nel 1992; combinata nel 1993; supergigante nel 1995; discesa libera nel 1996; supergigante nel 1997; supergigante nel 1998; discesa libera nel 2006)